# Anna Maria Lubomirska
Anna Maria Lubomirska, född 1743, död 1803, var en polsk adelskvinna. Hon var omtalad för den kärleksaffär hon hade med kung Stanisław II August Poniatowski 1778, med vilken hon ska ha fått en son. 